# Анохин, Виктор Фёдорович
Виктор Фёдорович Анохин (18 июля 1951 года, Уфа) — советский легкоатлет, победитель легкоатлетических матчей СССР — Великобритания, СССР — США, СССР — Франция, чемпион СССР по бегу на 800 метров. Заслуженный тренер России, мастер спорта СССР международного класса.

## Биография
Выступал за клуб «Урожай». Личные рекорды установлены в 1976 году: 400 м. — 47,5; 800 — 1:46,0 (1976). В 25 лет участвовал в Олимпийский играх 1976 года. На Олимпийских играх в Монреале Виктор участвовал в забегах на 800 метров (24 июля — полуфинал, 1:47.71, 23 июля — четвертьфинал — 1:46.81) и в эстафете 4×400 м. (30 июля — полуфинал, результат 3:07.72)
Главный тренер Государственного учреждения Московской области «Центр лёгкой атлетики Московской области», главный тренер Московской области по легкой атлетике.